# Sloanea larensis
Sloanea larensis là một loài thực vật có hoa trong họ Côm. Loài này được Steyerm. miêu tả khoa học đầu tiên năm 1975 publ. 1976.